# ツノ銀中飛車
ツノ銀中飛車（つのぎんなかびしゃ）は将棋の戦法のひとつ。飛車を5筋に振り中飛車とし、左銀を6七（後手の場合は4三）におく構えをいう。相手が急戦の場合はこのまま対処する。この場合を特に「片ツノ銀」という。
| 9  | 8  | 7  | 6  | 5  | 4  | 3  | 2  | 1  |    |
|    |    |    |    |    |    |    |    |    | 一 |
|    |    |    |    |    |    |    |    |    | 二 |
|    |    |    |    |    |    |    |    |    | 三 |
|    |    |    |    |    |    |    |    |    | 四 |
|    |    |    |    |    |    |    |    |    | 五 |
| 歩 |    | 歩 | 歩 |    | 歩 | 歩 |    | 歩 | 六 |
|    | 歩 | 角 | 銀 |    | 銀 |    | 歩 |    | 七 |
|    |    | 金 |    |    |    | 金 | 玉 |    | 八 |
| 香 | 桂 |    |    | 飛 |    |    | 桂 | 香 | 九 |

持久戦の場合は右銀を4七（6三）に、右金を3八（7二）ないし4八（6二）に、玉を2八（8二）ないし3八（7二）に構える（この囲いを木村美濃と言う）。左金は7八（3二）に構えることが多い。左右対称的な構えである。本来左金がいるべき5八には、飛車がいるためこのような構えとなる。2つの銀がツノのように見えることから、この名前がついた。
戦いながら左の金銀を手順に玉の守備に回すのがかつて大山康晴が得意とした指しまわし。また、3八（7二）飛からの袖飛車での逆襲も有力な手筋。これに対して居飛車側は対四間飛車の時とは違い、棒銀などの急戦を仕掛けるのは非常に困難であるが、後手中飛車に対しての加藤流袖飛車や金立ち戦法（4六金戦法）が知られている。また、持久戦としては居飛車穴熊や玉頭位取り戦法などが有力な対策である。
5筋を突かない場合は特に創始者山口英夫の愛称にちなみ「英ちゃん流」と呼ばれる。また一段飛車に構えた後、角を5筋に移動し、玉の囲いは中住まいとすることもある形を風車と言い、伊藤果などが得意としている。風車はツノ銀中飛車から発展してくみ上げるが、始めから風車を狙う（居飛車一段飛車・右玉～風車）指し方もある。

## 概要
山田道美によると、ツノ銀中飛車の原型は江戸時代後期に見られ、それが流行したのは戦後になってからであるという。中原誠編集：山田道美将棋著作集〈第2巻〉近代戦法の実戦研究 (1980年、大修館書店）では、山田は当初ツノ銀中飛車は戦後に生まれ育った戦法であるとしていたが、原稿を書いた後で研究会の仲間である富沢幹雄から、古い時代にもツノ銀中飛車があったことを教えられたという。そのとき富沢は原稿をまとめるにあたり国立国会図書館へ日参していたが、そこで著者不明の『将棋雑載』という実戦集を写本した際、その中にツノ銀中飛車の棋譜が二局掲載されていたという。この本によると対局者は平手の手合いで先手番が渡瀬昇治（のちの渡瀬荘次郎）、後手番が勝田専吉となっており、ときは1846年（弘化3年）９月、対局場所は大橋宗桂宅となっていた。ツノ銀中飛車を指したのは２局とも後手番の勝田の方で、掲載棋譜によると１局は勝田快勝、もう１局は勝敗までの棋譜記録まではないとしている。
得意とした棋士として、山田は松田茂役の名を挙げる。他に大山康晴や升田幸三もこの戦法を大いに得意としており、特に大山はいつの間にか左の金銀が玉側に寄っていく独特の指し回しで、山田道美や二上達也、加藤一二三らの挑戦を退け、全盛期を築くことになった。また、加藤流袖飛車戦法で▲3八飛から▲3五歩△同歩▲同飛に対し、△3一金と引いて△3二飛と回り、△4五歩や△2二角と指して対抗する手法は、定跡化されている。
その後も大内延介や森雞二といった一線級の棋士に愛用者を得て、長らく中飛車を代表する指し方であった。しかし左右に金銀が分かれており、玉の囲いが金銀1枚ずつと薄く、指しこなすのが難しい。居飛車穴熊などに対して決定的な対策がなく、勝率が下がった。そしてツノ銀中飛車の衰退とともに中飛車自体が指されなくなった。中飛車の復活はゴキゲン中飛車の出現を待つこととなる。
現在でもツノ銀中飛車の風車戦法型を常用する棋士に伊藤果がいる。伊藤は王座戦でこれを用いたときに「加藤一二三の棒銀と同じように、長年同じ戦法を指し続ける珍しい棋士」と東京新聞に書かれている。